# Alessandro Roccatagliata
Alessandro Roccatagliata (Soncino, 3 settembre 1960) è un allenatore di calcio ed ex calciatore italiano, di ruolo centrocampista.

## Caratteristiche tecniche
Giocava come regista o come centrocampista avanzato a supporto degli attaccanti.

## Carriera

### Giocatore
Cresciuto nelle giovanili dell'Atalanta (con cui partecipa al Trofeo Dossena nel 1979), si afferma come titolare nella Romanese, formazione lombarda con cui prende parte a tre campionati di Serie D (poi Campionato Interregionale), andando in doppia cifra per due annate consecutive.
Nel 1982 passa alla Virescit Boccaleone, altra formazione dilettantistica bergamasca. Con i viola è titolare nella squadra che tra il 1983 e il 1985 ottiene una doppia promozione, dall'Interregionale alla Serie C1, segnalandosi nuovamente come centrocampista prolifico in zona gol (22 reti realizzate in quattro stagioni).
Nell'estate del 1986 viene acquistato dal Piacenza, dove sostituisce Claudio Foscarini nel ruolo di regista. Agli ordini di Titta Rota ottiene la promozione in Serie B, categoria in cui debutta l'anno successivo, a 27 anni, contribuendo alla salvezza degli emiliani.
Riconfermato anche per la stagione 1988-1989, diventa capitano dopo la cessione di Armando Madonna all'Atalanta. Nonostante le due reti realizzate da Roccatagliata in 36 partite, la squadra guidata prima da Enrico Catuzzi e poi da Attilio Perotti retrocede in Serie C1.
All'indomani della retrocessione, fa ritorno alla Virescit, a sua volta scesa in Serie C2, disputando tre campionati. Nei primi due gioca con discontinuità, mentre nel terzo ritrova il posto da titolare e la vena realizzativa, mettendo a segno 6 reti che non evitano la retrocessione dei bergamaschi nel Campionato Interregionale. Chiude la carriera con un'annata nel Pergocrema (Serie C2), dove ritrova Rota come allenatore, e quindi nella Castellana di Castel San Giovanni, squadra piacentina del campionato di Promozione.
Ha totalizzato 71 presenze e 2 reti in Serie B, tutte con la maglia del Piacenza.

### Allenatore
Da tecnico ha guidato il Castelcovati in Eccellenza, il Caravaggio e, da febbraio 2004, la Bagnolese.

## Palmarès

### Giocatore
- Campionato italiano Serie C1: 1

Piacenza: 1986-1987
- Campionato italiano Serie C2: 1

Virescit: 1984-1985
- Campionato Interregionale: 1

Virescit: 1983-1984
- Coppa Italia Serie C: 1

Virescit: 1985-1986